# فیلیپس
رویال فیلیپس ان.فی. (به هلندی: Philips N.V.) که معمولاً با نام فیلیپس شناخته می‌شود، شرکت خوشه‌ای چندملیتی هلندی است که در سال ۱۸۹۱ میلادی در آیندهوون تأسیس شد. از سال ۱۹۹۷، مقر جهانی فیلیپس در آمستردام قرار دارد. این کورپوریشن زمانی یکی از بزرگ‌ترین تولیدکنندگان لوازم الکترونیکی مصرفی در جهان بود، اما سپس بیشتر روی فناوری سلامت تمرکز کرد و بسیاری از بخش‌های دیگر خود را واگذار کرد.
این شرکت در سال ۱۸۹۱ توسط جرارد فیلیپس و پدرش فردریک تأسیس شد و اولین محصولات آن‌ها لامپ بود. فیلیپس حدود ۸۰۰۰۰ کارمند در ۱۰۰ کشور جهان دارد. این شرکت در سال ۱۹۹۸ عنوان افتخاری سلطنتی خود را به دست آورد و در سال ۲۰۱۳ به دلیل تمرکز مجدد آن بر فناوری مراقبت‌های بهداشتی پسوند «الکترونیک» را از نام خود حذف کرد.
فیلیپس به سه بخش اصلی سازماندهی شده است: سلامت شخصی که قبلاً لوازم الکترونیکی مصرفی و لوازم خانگی و مراقبت شخصی نام داشت، مراقبت‌های تشخیص و درمان. بخش روشنایی به عنوان یک شرکت جداگانه سیگنیفای منحل شد.
این شرکت ساخت ریش‌تراش‌های برقی را در سال ۱۹۳۹ با نام‌های تجاری فیلیشاو و نورلکو آغاز کرد و پس از جنگ، نوار کاست و فرمت دیسک فشرده را با سونی و همچنین فناوری‌های متعدد دیگری را توسعه داد. تا تاریخ ۲۰۱۲ فیلیپس بر اساس درآمد بزرگ‌ترین تولیدکننده روشنایی در جهان بود.
فیلیپس دارای فهرست اولیه در بورس اوراق بهادار یورونکست آمستردام است و جزء شاخص بازار سهام یورو استاکس ۵۰ است. این شرکت همچنین دارای یک فهرست ثانویه در بورس اوراق بهادار نیویورک است. فیلیپس همچنین در سال ۱۹۱۳ باشگاه ورزشی چند رشته‌ای به نام باشگاه ورزشی پی‌اس‌وی آیندهوون تأسیس کرد.

## تاریخچه
جرارد فیلیپس در سال ۱۸۹۱ شرکت فیلیپس را، با هدف تولید انبوه لامپ‌های الکتریکی، در کشور هلند تأسیس کرد و به مرور، خط تولید دیگر تجهیزات و وسایل برقی را، به کارخانجات تولیدی خود افزود. در سال ۱۹۱۴ نخستین آزمایشگاه پژوهشی مجهز، در زمینه‌های فیزیکی و شیمیایی راه‌اندازی و توسط این شرکت به جهان الکترونیک و پزشکی معرفی شد.
در سال ۱۹۲۵ این شرکت، محصول لامپ خلأ خود را تولید کرد. دو سال بعد، برای نخستین بار، تولید رادیو را تجربه نمود و چهار سال پس از آن، در ۱۹۳۱ فیلیپس وارد عرصه تولید تلویزیون شد. در فاصله دهه ۱۹۳۰ این شرکت توانست، یک میلیون محصول خود را به فروش برساند. در سال ۱۹۳۹ زمانی که شمار کارکنان فیلیپس، به ۴۵ هزار نفر رسیده بود، نخستین دستگاه ریش‌تراش با برند فیلیپس به بازار عرضه شد.
در سال ۱۹۴۹ شرکت، فروش ست‌های تلویزیون را آغاز نمود و در ۱۹۵۰ شرکت فیلیپس رکوردز، را راه‌اندازی کرد.
در سال ۱۹۶۳ نوار کاست صوتی توسط شرکت فیلیپس ارائه شد، که در زمان خود، موفقیت بزرگی برای این شرکت محسوب می‌شد. کمی پس از آن، برای نخستین بار، دستگاه رادیو ضبط با برند فیلیپس را تولید کرد. سپس دستگاه ضبط نوار کاست را، جهت استفاده به عنوان پیغام‌گیر، با دستگاه تلفن ترکیب نمود.
در طول دهه ۱۹۷۰ فروش این محصولات ادامه داشت و حتی در چندین سری از رایانه‌های شخصی از این کاست‌ها استفاده می‌شد. در گام بعدی نوار کاست‌هایی با نام تجاری «مینی‌کاست» در مقیاسی کوچکتر تولید شد که گمان می‌رفت به عنوان پیغام‌گیر تلفن‌های اداری، فروش خوبی داشته باشد اما در عمل این محصول به جهت تولید میکروکاست‌های شرکت المپوس، عملأ به موفقیت تجاری نرسید.
در سال ۱۹۷۲ نخستین سامانه ویدئو خانگی، یا دستگاه وی‌اچ‌اس در بازار تجهیزات الکترونیکی انگلیس ارائه شد. این محصول، عملاً در مواجهه با استانداردهای بتاماکس که توسط شرکت سونی تولید شده بود، در سطح بین‌المللی فروش چندانی نداشت. در ۱۹۷۸ وسایل صوتی فیلیپس، با لوح نوری به بازار عرضه شد. در سال ۱۹۸۲ لوح فشرده، با همکاری شرکت سونی تولید و به بازار وارد شد. سپس این محصول به‌ترتیب در سال‌های ۱۹۹۷ و ۲۰۰۶ به دی‌وی‌دی و دیسک بلو-ری تجهیز گردید.
دهه ۱۹۹۰ برای این شرکت، دوران تجدید ساختار و بازسازی فشرده محدوده فعالیت تجاری بود. در سال ۲۰۰۱ مرکزیت شرکت که تا آن زمان، در شهر آیندهوون، هلند بود، به شهر آمستردام منتقل شد.

## حوزه‌های کسب‌وکار
شرکت فیلیپس که فعالیت خود را در حوزه روشنایی آغاز کرده بود، امروز در حوزه‌های دیگر مانند لوازم خانگی و وسایل شخصی، سامانه‌های پزشکی، لوازم و تجهیزات الکترونیکی حضور گسترده‌ای در سطح بین‌المللی دارد.
فیلیپس از سال ۱۹۵۳ وارد صنعت تولید و ارائه نیم‌رسانا شد. پیشرفت و توسعه بخش تولید نیمه‌رساناهای فیلیپس، بگونه‌ای بود که در سال ۲۰۰۶ مقام دهم برترین شرکت‌های فروشنده نیمه‌رساناها را در جهان به خود اختصاص داده بود.
بخش روشنایی فیلیپس با ۴۷٫۸۰۰ پرسنل در زمینه تولید انواع مختلف لامپ و نورافکن، بخش سامانه‌های پزشکی با ۳۳٫۰۰۰ پرسنل، در زمینه سامانه‌های عکس‌برداری عارضه‌یابی پزشکی و خدمات بالینی و بخش وسایل و محصولات الکترونیکی فیلیپس، با ۱۴٫۵۰۰ پرسنل در زمینه تولید نمایشگرها، وسایل صوتی و تجهیزات چندرسانه‌ای، ویدئو و شبکه‌های خانگی فعال است.
با توجه به سیاست این شرکت، مبنی بر روان‌سازی کارها و ساده‌سازی ساختار سازمانی، همه فعالیت‌ها در سه حوزه اصلی فناوری، بهداشت و شیوه‌های زندگی، متمرکز شده است.

## استراتژی
خط مشی و استراتژی‌های اصلی شرکت فیلیپس عبارت است از:
- افزایش سودآوری از طریق تخصیص منابع سرمایه‌ای به فرصت‌هایی که بیشترین و پایدارترین برگشت سرمایه را دارد.
- مشارکت با مشتریان و تأمین کنندگان در حوزه‌های مختلف کسب و کار.
- ادامه سرمایه‌گذاری در نوآوری و تثبیت موقعیت سرمایه‌های فکری شرکت.
- تقویت شایستگی‌های رهبری بازار.
- بهبود بهره‌وری از طریق تحول در کسب و کار.

## فروش
در سال مالی ۲۰۱۱ شرکت فیلیپس درآمدی معادل ۲۴٫۷۸ میلیارد یورو را کسب نمود و در فهرست فورچون جهانی ۵۰۰ رتبه ۱۶۱ از بزرگ‌ترین شرکت‌های جهان را، به خود اختصاص داده است. در حوزه صنایع و تجهیزات الکترونیکی، پس از شرکت‌های زیمنس، سامسونگ، هیتاچی، پاناسونیک، سونی، ال‌جی گروپ، توشیبا، ریکو و هواوی مقام دهم را در جهان دارا است، گرچه در حوزه تجهیزات روشنایی، شرکت شماره یک جهان محسوب می‌شود.
فروش چهار حوزه اصلی فعالیت شرکت یعنی سامانه‌های پزشکی، لوازم خانگی، تجهیزات الکترونیک و روشنایی به ترتیب ۲۵٪، ۱۰٪، ۳۹٪ و ۲۰٪ درصد از کل فروش شرکت را شامل می‌شود.

## حمایت مالی

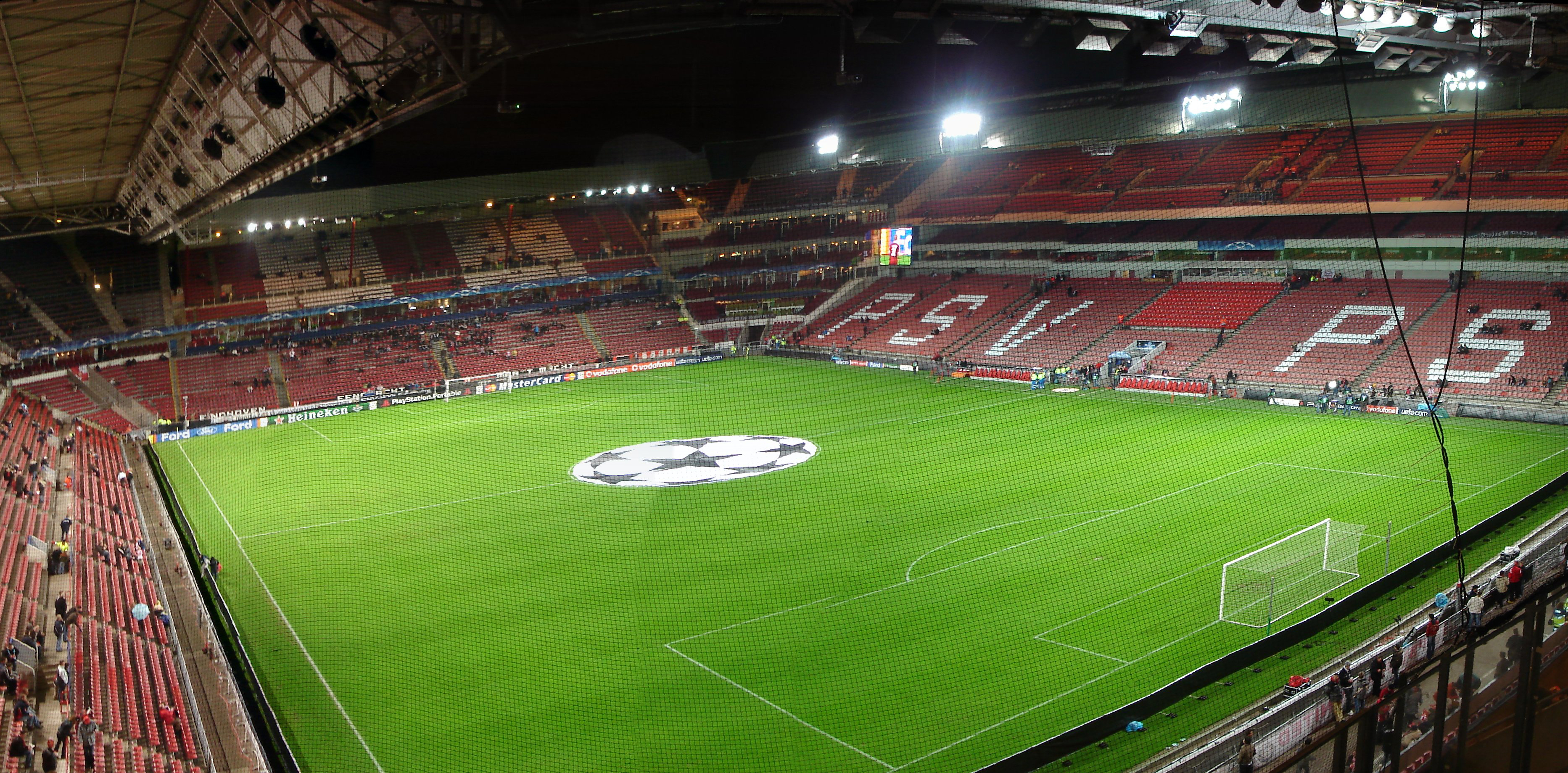
ورزشگاه فیلیپس استادیوم در شهر آیندهوون

در سال ۱۹۱۳ و در یکصدمین سالگرد استقلال هلند، شرکت فیلیپس، باشگاه فوتبالی بنام فیلیپس اسپورت کلاب (به انگلیسی: Philips Sports Club) را در شهر آیندهوون تأسیس نمود. این باشگاه، امروزه بنام باشگاه فوتبال پی‌اس‌وی آیندهوون شناخته می‌شود که به‌اختصار PSV مخفف فیلیپس اسپورت فرینیخینگ می‌باشد. این باشگاه هلندی کماکان در مالکیت شرکت فیلیپس بوده و دیدارهای خانگی خود را، در ورزشگاه فیلیپس استادیوم آیندهوون، انجام می‌دهد.
شرکت فیلیپس همچنین از ماه نوامبر سال ۲۰۰۸ به همراه شرکت ای‌تی اند تی به عنوان حامی مالی تیم ای‌تی اند تی ویلیامز، در مسابقات اتومبیل‌رانی فرمول یک، فعالیت می‌نماید.

## تحقیق و توسعه
فعالیت‌های تحقیق و توسعه شرکت فیلیپس را می‌توان به سه مرحله زمانی تقسیم‌بندی کرد.

### از ۱۹۱۴ تا ۱۹۴۵
مرحله نخست بخش تحقیق و توسعه متعلق به فاصله میان سال ۱۹۱۴ تا ۱۹۴۵ می‌باشد، که دوره رشد و تنوع‌سازی فیلیپس است. در سال ۱۹۱۴ تحت هدایت نخستین محقق شرکت، سازمان پژوهشی فیلیپس راه‌اندازی شد، که به مرکز اصلی رقابت و نوآوری فنی تبدیل گشت.
در این دوره بیشتر در حوزه لامپ کار می‌شد و راه برای تولید محصولات جدید مانند لامپ پرتو باز شد. در ۱۹۲۳ فیلیپس تصمیم گرفت به جای اینکه یک شرکت قطعه‌ساز باشد، به تأمین‌کننده سامانه‌ها تبدیل شود.

### از ۱۹۴۵ تا ۱۹۷۰
از ۱۹۴۵ تا ۱۹۷۰ مرحله توسعه و گسترش فعالیت‌های این شرکت است. در این دوره، فیلیپس با همکاری شرکت مخابراتی ای‌تی اند تی، به ثبت اختراعات مربوط به ترانزیستورها پرداخت.

### از ۱۹۷۰ تا کنون
مرحله آخر، از سال ۱۹۷۰ تاکنون است، که در آن فعالیت‌های پژوهشی با فعالیت‌های صنعتی، گره خورده است. شمار اختراعات به ثبت رسیده شرکت فیلیپس، امروزه بالغ بر ۸۰ هزار اختراع، می‌باشد و به‌ازای هر محقق، ۵۵٫۱ اختراع، ثبت شده است!